# 张湾乡 (东海县)
张湾乡，是中华人民共和国江苏省连云港市东海县下辖的一个乡镇级行政单位。

## 行政区划
张湾乡下辖以下地区：
四营村、七里桥村、河南村、谷丰村、后湾村、张湾村、马墩村、大湖村、营屯村、印屯村、瓦口村和卸房村。